# Kleine Breite

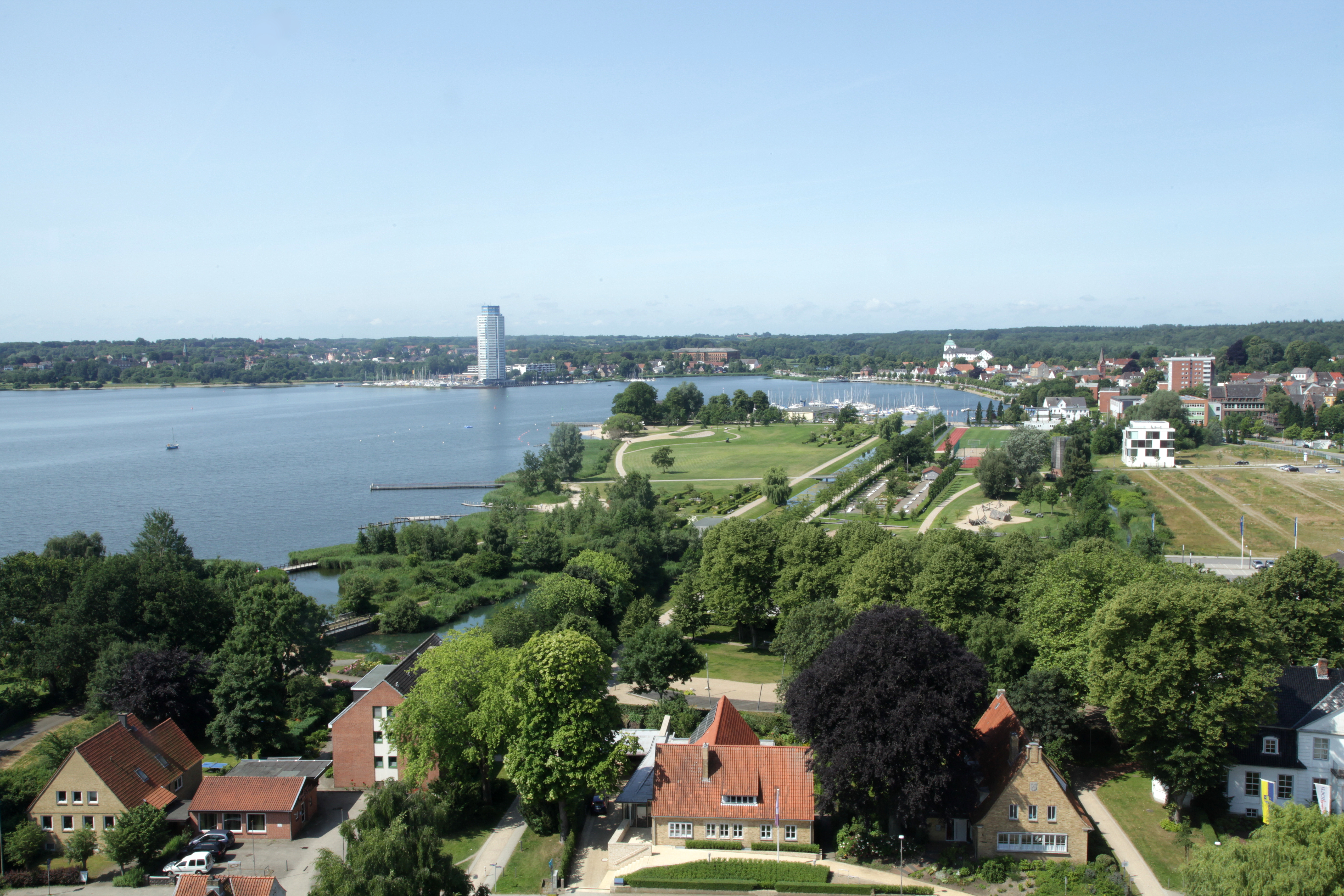
Aussicht über die Kleine Breite und die Königswiesen (dän. Kongeengen) zum Wikingturm

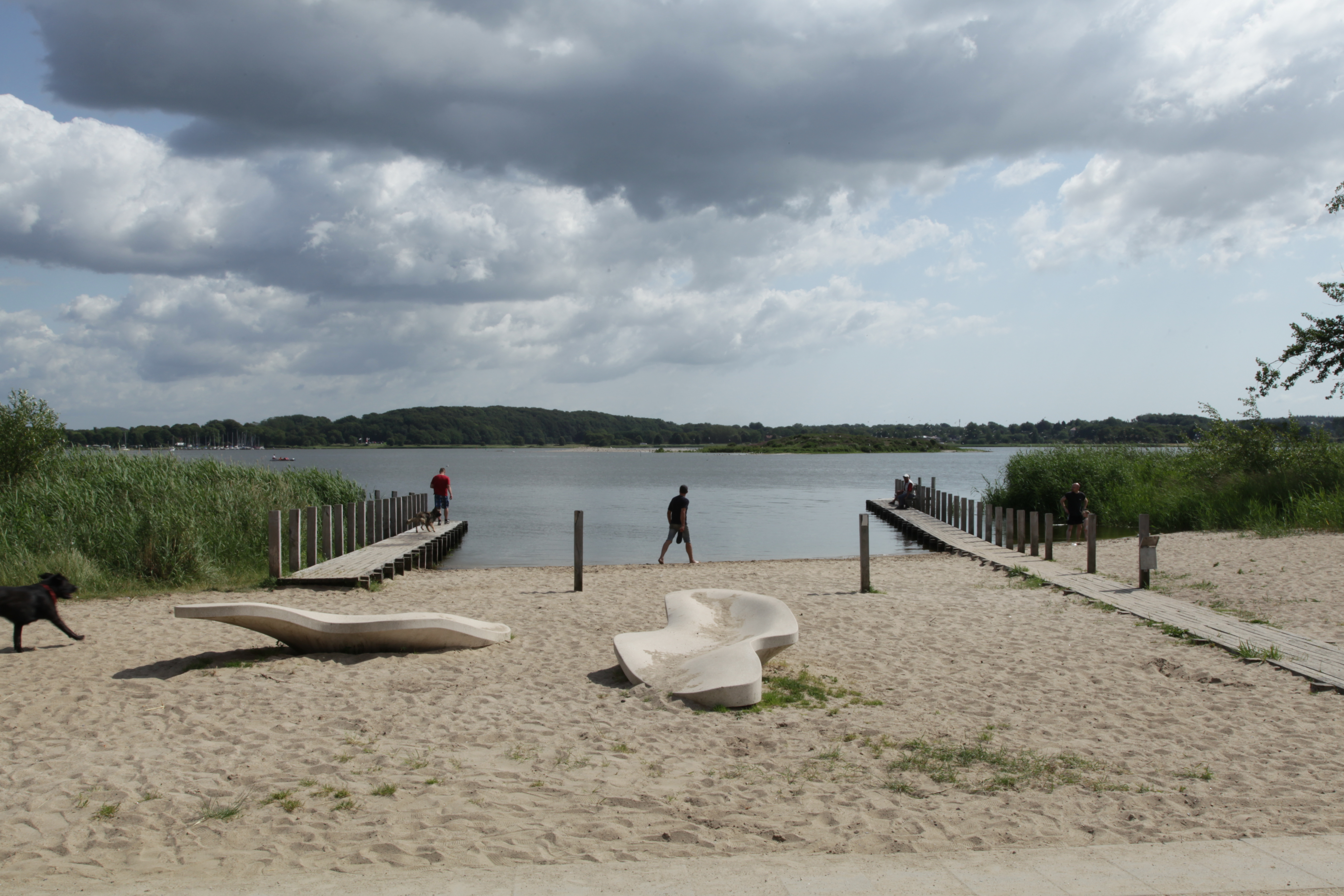
Blick von den Königswiesen auf das gegenüberliegende Ufer

Die Kleine Breite (dänisch Lille Bredning) bezeichnet den Abschnitt der inneren Schlei zwischen der nur 280 m breiten Stexwiger Enge und dem westlichen Ende der Schlei bei der Stadt Schleswig im nördlichen Schleswig-Holstein (Südschleswig). Die Kleine Breite hat eine Fläche von 8 km² und ist bis zu 2,1 km breit. Hinter der Stexwiger Enge und der Halbinsel Reesholm (auch Palör, dänisch Palør) geht die Kleine Breite in die Große Breite (dänisch Store Bredning) über, die sich bis nach Missunde erstreckt.
Der Name beider Breiten kommt aus dem Dänischen, wo Bredning eine Verbreiterung einer ansonsten schmalen Förde oder eines sonst schmalen Flusses beschreibt. Vermutlich bezog sich der heutige Name der Schlei ursprünglich nur auf die innere Schlei mit den beiden Breiten, die Schlei selber stand vermutlich mit dem Namen Angeln in Verbindung.
Die Kleine Breite ist umgeben von der Stadt Schleswig mit ihren Ortsteilen Friedrichsberg, Gottorf, Lollfuß, Holm und Freiheit sowie den Orten Klensby, Busdorf mit der früheren Wikingersiedlung Haithabu und Fahrdorf. Sämtliche Gemeinden an der Kleinen Breite gehören zum Kreis Schleswig-Flensburg. Die nördlichen Orte und Ortsteile befinden sich auf der Halbinsel Angeln. Von der Kleinen Breite gehen das Haddebyer und in dessen Verlängerung das Selker Noor, der Gottorfer Burgsee und über den Mühlenbach das Holmer Noor ab. Auch der Busdorfer Teich hatte ehemals einen Zugang zur Schlei. Bei Winning mündet die Füsinger Au in die Kleine Breite. Vor der Stadt Schleswig befindet sich die unter Naturschutz stehende Möweninsel. Verglichen mit anderen Abschnitten der Schlei weist die Förde in der Kleinen Breite den niedrigsten Salzgehalt aus, dieser liegt vor Schleswig bei nur 0,8–0,4 % gegenüber 1,8 % bei Schleimünde (dänisch Sliminde).